# Mario Beaulieu (bloquiste)
Pour les articles homonymes, voir Mario Beaulieu et Beaulieu.
Ne doit pas être confondu avec Mario Beaulieu (homme politique, 1930).
Mario Beaulieu, né en 1959 à Sherbrooke (Québec), est un pédagogue, militant indépendantiste et homme politique canadien. Il est chef du Bloc québécois du 14 juin 2014 au 10 juin 2015 et à nouveau du 11 juin 2018 au 17 janvier 2019. Il siège à la Chambre des communes du Canada depuis les élections fédérales de 2015, représentant la circonscription montréalaise de La Pointe-de-l'Île. Il est aussi président de la Société Saint-Jean-Baptiste de Montréal de 2008 à 2014 et du Mouvement Québec français de 2011 à 2016.

## Biographie

### Jeunesse
Mario Beaulieu est né en 1959 à Sherbrooke, en Estrie. À l'âge de quatre ans, il déménage avec sa famille à Sainte-Anne-de-Bellevue, sur l'île de Montréal. À l'université, il étudie la psychologie. Il n'est alors pas intéressé par l'action politique et préfère s'abstenir de voter lors du référendum sur l'indépendance de 1980.
C'est uniquement à la suite de l'échec de l'accord du lac Meech, en 1990, que Mario Beaulieu commence à s'impliquer pour l'indépendance du Québec. Cet accord devait permettre des modifications à la Constitution du Canada pour assurer le poids du Québec au sein du pays. Il décide alors de se joindre au Parti québécois.

### Militant souverainiste
En 1994, il devient président de la circonscription de Laurier-Dorion pour le parti. Il y organise la Fête nationale du Québec dans Parc-Extension et s'intéresse aux différentes communautés qui y vivent en mettant sur pied un comité aux relations interculturelles. Lors des élections fédérales canadiennes de 1997, il est candidat pour le Bloc québécois dans Papineau–Saint-Denis. Il obtient 28,9 % dans ce fief libéral, largement devancé par le député sortant Pierre Pettigrew (53,9 %). Il est aussi président régional dans Montréal-Centre de 1997 à 2002.
Au début des années 2000, il décide de se consacrer aux organisations civiles tel le Conseil supérieur de la langue française. Durant cette période, il fonde le Mouvement Montréal français et relance le Mouvement Québec français. Il participe à la fondation du SPQ Libre, siège au Conseil de la souveraineté du Québec durant cinq ans et se joint à différents groupes de promotions de l'indépendance et de la protection du français. De 2003 à 2009, il est le vice-président de la Société Saint-Jean-Baptiste de Montréal (SSJBM). Il en devient par la suite le président jusqu'en 2014.
Le 29 avril 2014, il annonce qu'il sera candidat dans l'élection à la direction du Bloc québécois et démissionne donc de son poste de président de la SSJM.

### Course à la chefferie du Bloc québécois
Le 30 avril 2014, il annonce sa candidature pour la course à la chefferie Bloc québécois. Il motive sa candidature par son inquiétude face aux déclarations d'André Bellavance semblant mettre la souveraineté de côté et par la nécessité d'une deuxième candidature pour l'exercice démocratique.
Il est notamment soutenu par l'écrivain Yves Beauchemin, le président du Conseil de la souveraineté du Québec et ancien ministre péquiste Gilbert Paquette, l'acteur Denis Trudel et le Forum jeunesse du Bloc québécois. Dans la campagne, il reçoit d'autres soutiens de poids, notamment Claude Béland, ex-président du Mouvement Desjardins, l'ancien député Pierre Curzi, le chef d'Option nationale Sol Zanetti, la comédienne Lucie Laurier, les anciens ministres Matthias Rioux, Rémy Trudel et Richard Le Hir ou encore l'ex-premier-ministre péquiste Bernard Landry.
Le 14 juin 2014, il est élu chef du Bloc québécois avec 53,5 % des votes.

### Chef du Bloc québécois
Dès son arrivée à la tête du Bloc, Mario Beaulieu est accusé d'être en rupture envers certaines valeurs du parti. Le député Jean-François Fortin claque la porte du parti le 12 août 2014, suivi du député André Bellavance le 25 août 2014. Le 10 juin 2015, il cède son siège de chef à Gilles Duceppe. Beaulieu est alors nommé président du Bloc, poste créé à cet effet par l'exécutif du parti, et il le reste jusqu'en août 2018.

### Carrière parlementaire
Lors de l'élection fédérale du 19 octobre 2015, il est élu député de La Pointe-de-l'Île, obtenant 18 535 voix (33,64 %) face à la députée néo-démocrate sortante Ève Péclet (14 698 voix et 26,68 %), elle-même devancée par la candidate libérale. Il est désigné porte-parole du Bloc québécois en matière de langues officielles, de citoyenneté, d’immigration et à la Francophonie
Lors de la crise que le Bloc connaît de février à septembre 2018, Mario Beaulieu est un des trois députés qui restent fidèles à la cheffe Martine Ouellet et il ne rejoint pas le groupe parlementaire Québec debout. Pour lui « Parler de souveraineté ne signifie pas de ne pas défendre les intérêts du Québec. Les deux notions sont complémentaires » et il souhaite le retour au caucus des sept députés démissionnaires. Il change cependant d'avis en avril et demande la démission de Martine Ouellet. Cette démission obtenue, il devient alors chef intérimaire et tente de recréer l'unité au sein du Bloc québécois.
En janvier 2019, il cède sa place au nouveau chef élu, Yves-François Blanchet, et est réélu aux élections de l'automne suivant et de nouveau lors des élections de 2021.